# Wilhelm Maucher (Friedenskämpfer)

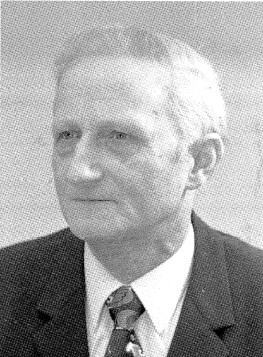
Wilhelm Maucher (1978)

Wilhelm Maucher (* 25. Januar 1903 in Alfter bei Bonn; † 11. November 1993 ebenda) war ein deutscher Friedenskämpfer. Er schuf den „Friedensweg“ auf der Grenze zwischen Alfter und dem Nachbarort Roisdorf.

## Leben und Wirken
Der Alfterer Obst- und Gemüsebauer, Sohn eines aus der Gegend von Ulm eingewanderten Gärtners, war zunächst in der katholischen Gemeindearbeit engagiert. Er lehnte aus christlicher Überzeugung den Nationalsozialismus ab und ging gemäß seinen Möglichkeiten gegen ihn vor, etwa indem er gegen die Nazis gerichtete Plakate druckte und sie in seiner Heimat, dem Vorgebirge unweit Bonn, verteilte. Kurz vor Kriegsende kam Maucher dem Gestellungsbefehl nicht nach, sondern verblieb bis zum Einmarsch der Amerikaner im März 1945 in dem Versteck, das ihm eine mutige Roisdorfer Familie bot.
Auch gegenüber den Besatzungsmächten und den Behörden der jungen Bundesrepublik zeigte sich Maucher, wenn es um den Kampf gegen Ungerechtigkeiten ging, widersetzlich: So gründete er den „Notabwehrausschuss der Obst- und Gemüsebauern des Vorgebirges“ und vertrat die Anliegen der Landwirte energisch gegenüber Wirtschaftsminister Ludwig Erhard. Damals kam die Bezeichnung „Rebell vom Vorgebirge“ für ihn auf.
Anregungen Erhards brachten Maucher nach eigenem Bekunden auf den Gedanken, den Überschuss der von ihm produzierten Brombeeren zu Wein zu verarbeiten. Im Jahre 1953 wurde so erstmals der Brombeerwein „Rebellenblut“ gekeltert, der Maucher bis zuletzt einen bescheidenen Wohlstand sicherte und den man bis heute in Alfter produziert.

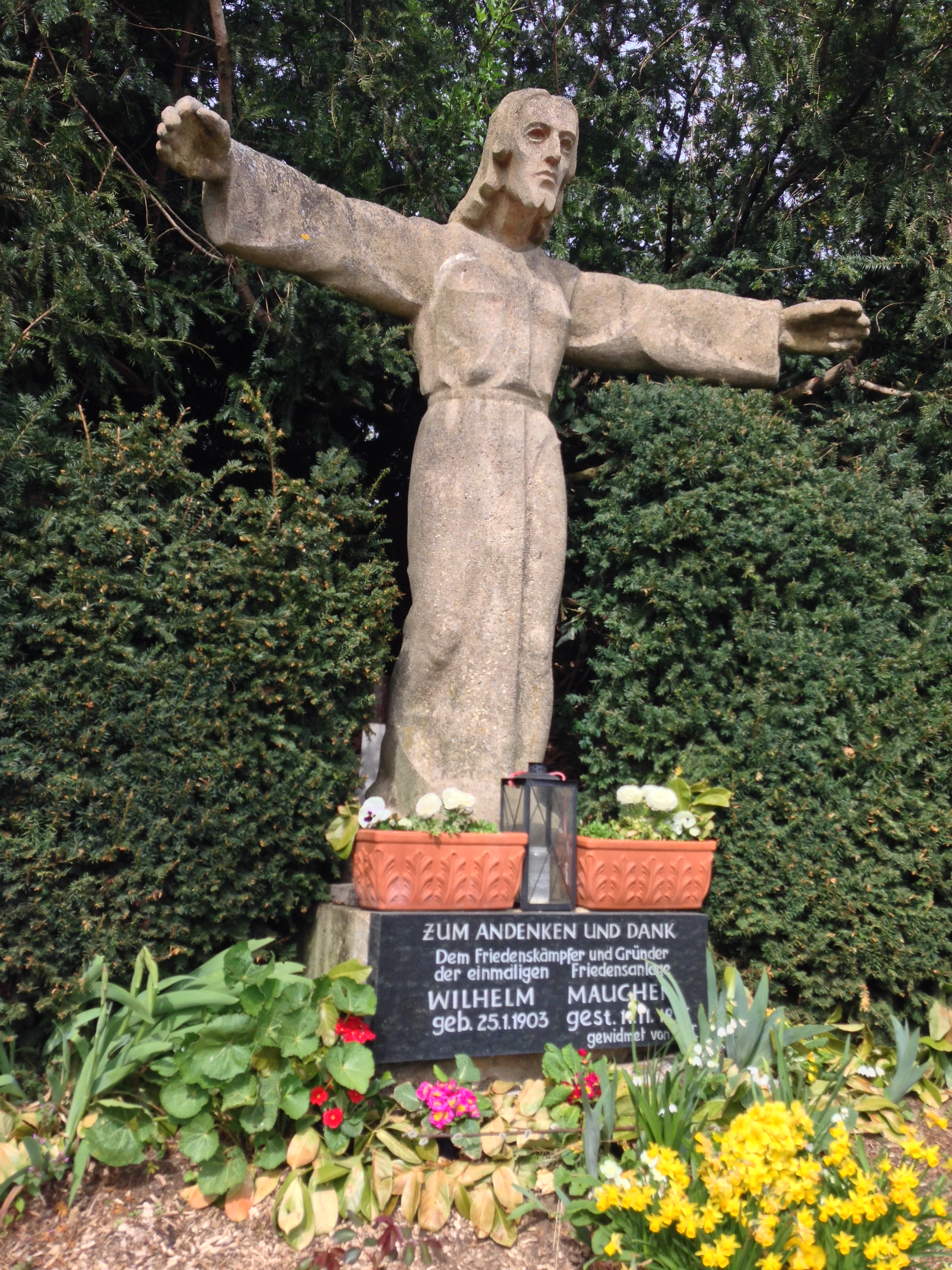
„Segnender Christus“ am „Friedensweg“

Wirkte Maucher politisch zunächst bei der neu gegründeten CDU mit, so führte seine radikalpazifistische Einstellung dazu, dass er aus Protest gegen Wiederbewaffnung und Einführung der Wehrpflicht diese Partei wieder verließ. 1956 unternahm er eine dem Zweck des Friedens und der Völkerverständigung dienende Reise in die Sowjetunion und die DDR. Politischen Lagern ließ sich Maucher indes kaum zuordnen. Späte Verbindungen zur Partei Die Grünen und zu einer lokalen linken Gruppierung sollten gleichfalls konfliktgeladen und nicht von Dauer sein.
Mauchers Einsatz galt bereits seit den 1950er Jahren der Strafrechtsreform, vor allem der Abschaffung der Paragraphen 175, 216 und 218 des Strafgesetzbuchs. Sein lebenslanger Kampf gegen Krieg und Militarismus kam noch in den späten Jahren dadurch zum Ausdruck, dass er 1989 im Rahmen des „Bonner Friedensplenums“ für das vom Bildhauer Mehmet Aksoy geschaffene, seinerzeit heftig umstrittene „Denkmal für den unbekannten Deserteur“ spendete. Nachdem es nicht auf dem Bonner Friedensplatz aufgestellt werden durfte, steht das Denkmal heute auf dem Platz der Einheit zu Potsdam.
Bereits 1945 hatte Maucher als Dank für die Errettung aus Kriegsnöten am sog. „Heiligen Grab“ oberhalb von Alfter die vom Bonner Bildhauer Jakobus Linden geschaffene Statue des „Segnenden Christus“ aufstellen lassen. Ihr fügte er in der Folgezeit für Gerechtigkeit und Toleranz werbende Inschriftsteine bei. Im Jahre 1978 ergänzte er die Anlage um zehn entlang des steilen Zuwegs verlegte „Gebotssteine“, mit denen er die Politiker zu Frieden, Menschlichkeit und Umweltschutz mahnte. Er schuf damit den zwischen dem Alfterer jüdischen Friedhof und dem Ausflugslokal „Heimatblick“ verlaufenden sogenannten „Friedensweg“. Die drohende Beseitigung dieser Anlage, mit der Wilhelm Maucher die Überzeugungen und Erfahrungen seines langen Lebens der Nachwelt zu vermitteln trachtete, konnte im Herbst 2009 dank einer orts- und parteienübergreifenden Initiative verhindert werden. Nach Auflassung seiner Grabstätte im Jahr 2020 wird sie vom Arbeitskreis Friedensweg als Gedenkort gestaltet. Grundlage ist eine Verwaltungsvereinbarung zwischen Wilhelm Maucher und der Gemeindeverwaltung von 24. August 1992.